# Gogūnda
Gogūnda är en ort i Indien.   Den ligger i distriktet Udaipur och delstaten Rajasthan, i den nordvästra delen av landet, 600 km sydväst om huvudstaden New Delhi. Gogūnda ligger 840 meter över havet och antalet invånare är 7 581.
Terrängen runt Gogūnda är platt norrut, men söderut är den kuperad. Terrängen runt Gogūnda sluttar österut. Runt Gogūnda är det ganska tätbefolkat, med 230 invånare per kvadratkilometer. Det finns inga andra samhällen i närheten. Trakten runt Gogūnda består till största delen av jordbruksmark.